# Tokuma Shoten
Tokuma Shoten Co., Ltd. (Japonés: 株式会社徳間書店;  Hepburn: Kabushiki-gaisha Tokuma Shoten?), es una editorial japonesa con sede en Shinagawa, Tokio. Esta empresa obtuvo notoriedad por distribuir las películas Nausicaä del Valle del Viento, El castillo en el cielo, Mi vecino Totoro, Majo no Takkyūbin, Recuerdos del ayer, Porco Rosso, Pompoko, Susurros del corazón, La princesa Mononoke, Mis vecinos los Yamada, El viaje de Chihiro, Neko no Ongaeshi, Ghost in the Shell 2: Innocence, Howl no Ugoku Shiro y Gake no ue no Ponyo. Entre sus publicaciones destacan las revistas Animage y Gekkan Comic Ryū.

## Historia
La empresa se fundó el 19 de marzo de 1954 por Yasuyoshi Tokuma con un capital de un millón de yenes bajo el nombre East West Entertainment Publishing Co., Ltd. en Minato, Tokio y publica la revista sensacionalista Weekly Asahi Geinō. Este mismo año la empresa abrió una sucursal en Osaka. En septiembre de 1958 la compañía cambió su nombre a Asahi Entertainment Publishing Co., Ltd. En abril de 1961 el negocio de publicación de libros se separa con el nombre de Tokuma Shoten Co., Ltd.
El 29 de marzo de 2017 paso a convertirse en una subsidiaria de Culture Convenience Co., Ltd. a través de un intercambio de acciones y el 20 de febrero de 2018 la sede central de la compañía se muda a Shinagawa (Tokio).